# Дом Я. С. Чернонёбова с въездными воротами
Дом А. Я. Чернонёбова с въездными воротами — памятник архитектуры в историческом центре Нижнего Новгорода. Усадебный комплекс при доме построен в 1895—1898 годах. 
В состав комплекса бывшей усадьбы крупного нижегородского коммерсанта, купца первой гильдии Якова Степановича Чернонёбова входят два здания: главный дом с въездными воротами (поставлен на охрану) и каменные службы (сняты с охраны).      

## История
Бывший усадебный комплекс расположен на исторической территории «Старый Нижний Новгород», занимает участок на изгибе Крутого (бывшего Успенского) переулка, по его старой красной линии, на расстоянии от современной проезжей части. 
Исторические границы усадьбы сложились в середине XIX века и были зафиксированы на плане Нижнего Новгорода 1848—1853 годов. В то время на этом месте стояли трёхэтажный каменный дом, каменные хозяйственные постройки и сад, граничивший с домовладением по улице Ильинской. В 1870-е годы усадьба принадлежала мещанину В. С. Люлину. В 1882 году была продана Нижегородскому епархиальному училищному ведомству, от которого в 1895 году перешла к купцу Якову Степановичу Чернонёбову. 
Я. С. Чернонёбов (1841—1913) был известной личностью в своё время: крупный коммерсант и общественный деятель, гласный нижегородской думы, он состоял членом учётных комитетов во многих местных банках. Унаследовав небольшой капитал, он занялся хлебным делом, в чём сильно преуспел и позже занимался лесным и пароходным делом, торговлей нефтепродуктами, приобрёл в Баку несколько нефтеносных участков (в 1909 году они стали основой для учреждённого им «Нижегородского нефтепромышленного общества»). В 1907 году учредил «Торгово-промышленное и пароходное Товарищество Я.С. Чернонёбова» (позже перешедшее в промышленное и пароходное Общество «Волга»). 
Новый владелец усадьбы начал активное строительство. В 1895 году на месте старого здания под надзором нижегородского гражданского инженера В. М. Лемке был построен новый жилой дом. Через три года (в 1898 году) по границе усадьбы был возведён каменный Г-образный служебный корпус, заменивший деревянные постройки (в настоящее время корпус перестроен).
Я. С. Чернонёбов владел усадьбой до своей смерти в 1913 году. Его наследниками стали вдова и дочери, владелицей усадьбы стала его жена Анна Ивановна Чернонёбова. Одна из внучек Я.С.Чернонёбова — Мария Петровна Рукина вышла замуж за художника Аристарха Лентулова.
В 1918 году усадьба была экспроприирована советскими властями. В настоящее время бывшую усадьбу занимает детский сад.  

## Архитектура
Комплекс усадьбы сохранил исторические границы, фасады главного дома — первоначальный облик. Имеются незначительные утраты внешнего декора. В современный период утрачены въездные ворота, примыкавшие к главному фасаду, от них остались только кирпичные оштукатуренные столбы. Внутри главного дома была проведена перепланировка с сохранением интерьеров. Вход выделен большим металлическим козырьком высокохудожественного литья.
Главный дом усадьбы кирпичный, оштукатуренный, в два этажа с полуподвалом. Покрыт вальмовой кровлей. Первоначально был П-образным в плане, но после перепланировки стал почти квадратным. Экстерьер сформирован богатым лепным декором, выполненным в духе эклектики (с неоклассическими и барочными элементами). Фасады украшают множество лепных элементов: карнизы, кронштейны, консольки, пояс иоников, фризовый пояс с гирляндами, замковые камни, пилястры коринфского ордера, штукатурные наличники окон с «ушками» и сандриками, подоконные ниши с лепным растительным орнаментом. 

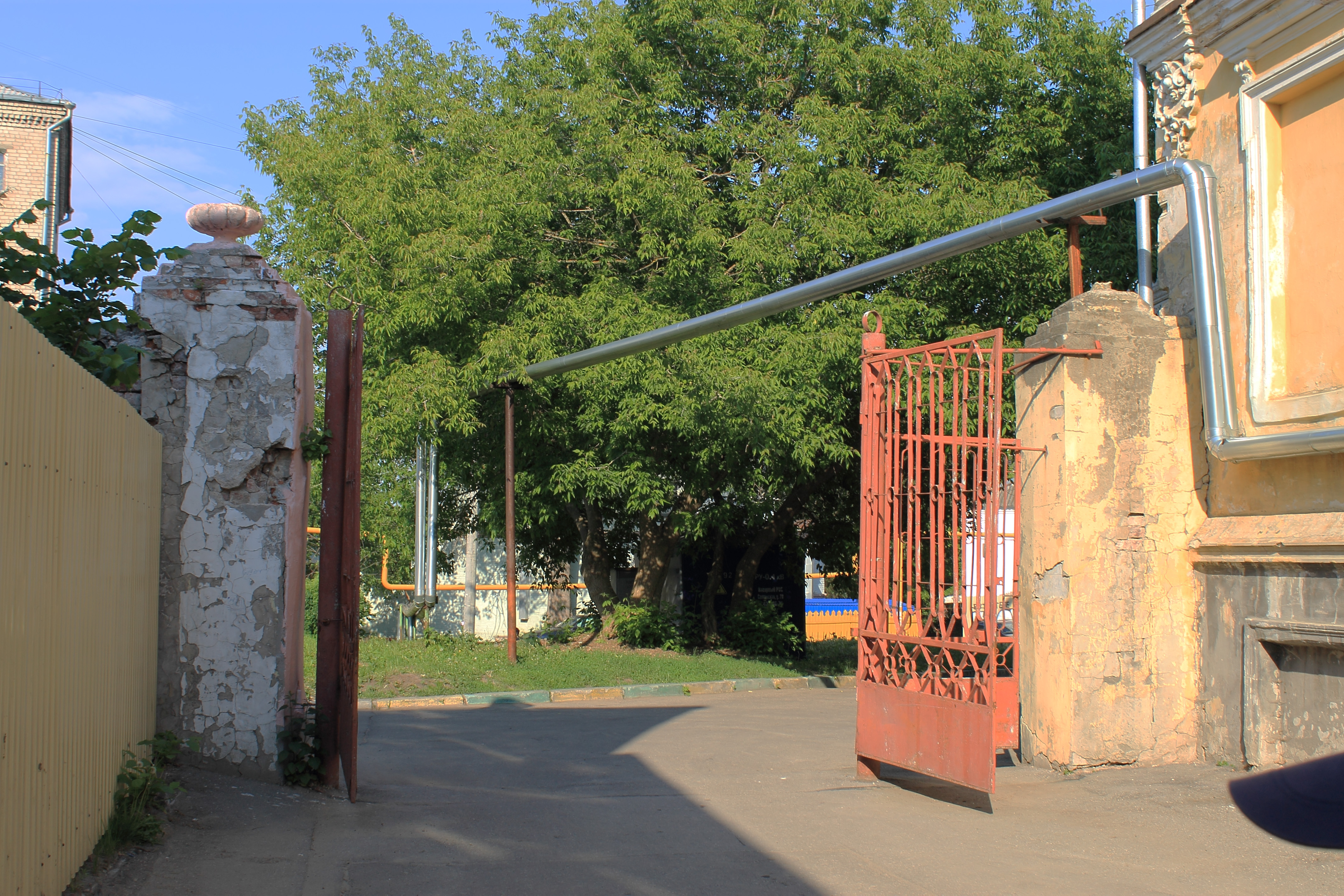
Ворота.
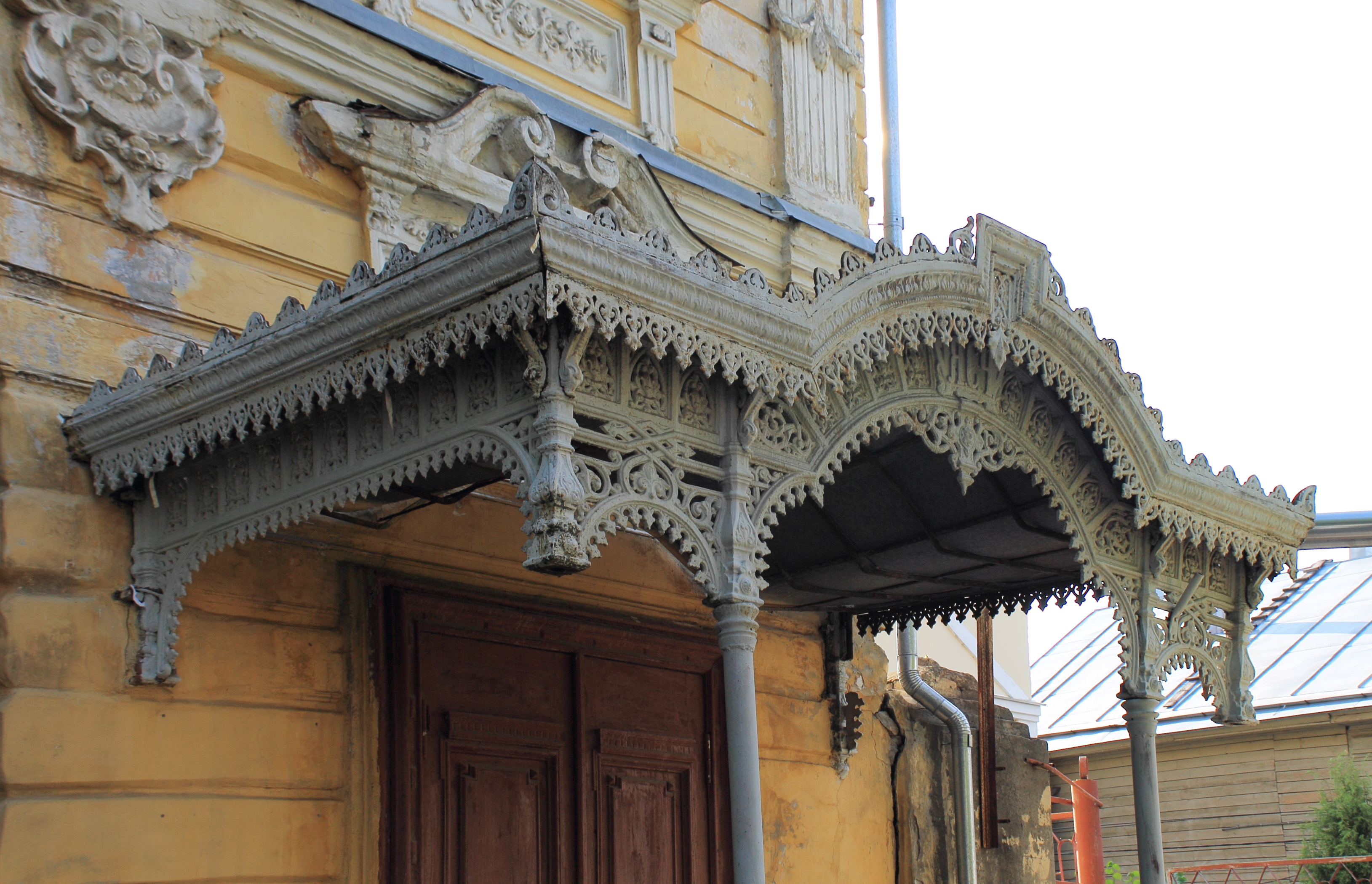
Металлический козырёк.
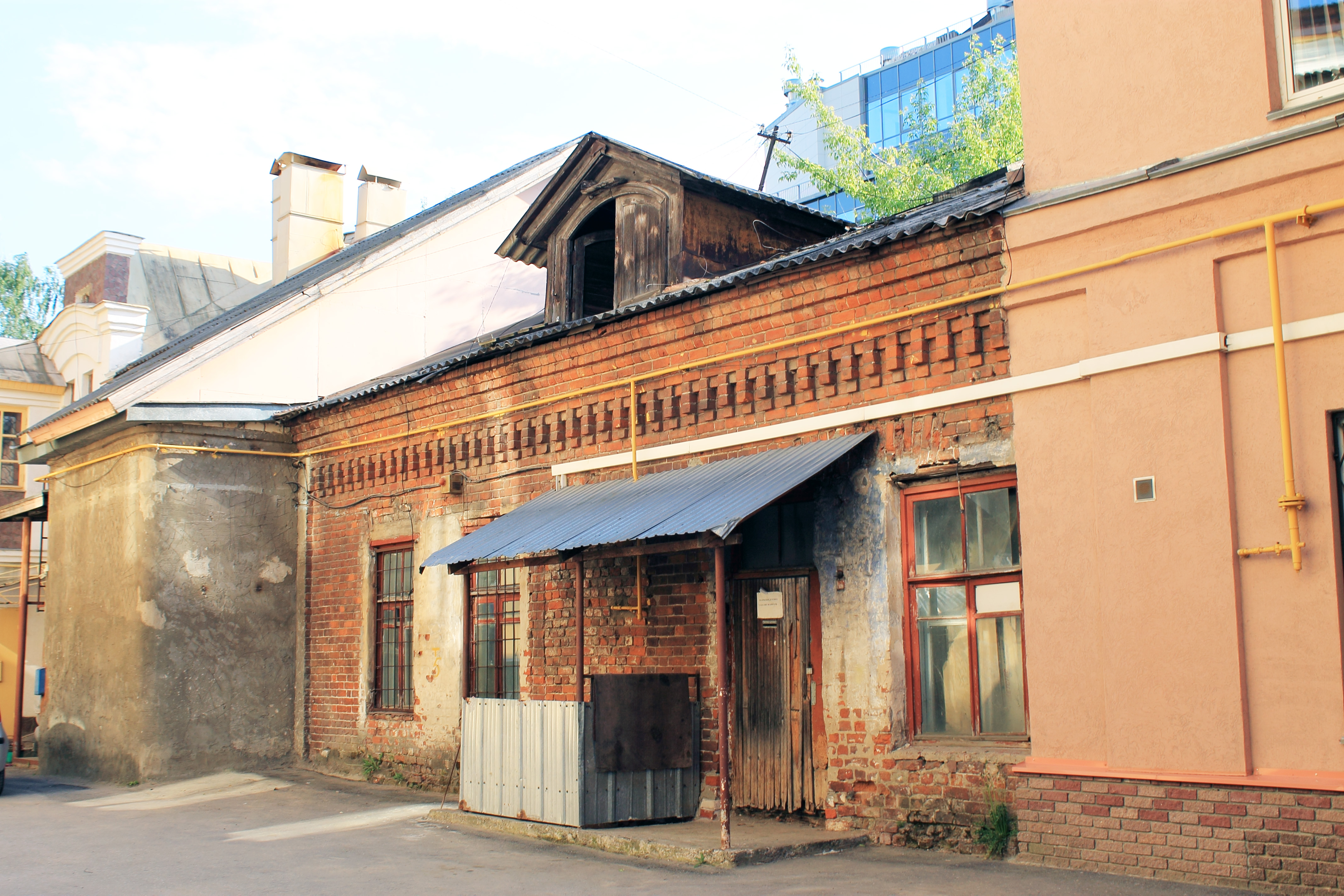
Бывшие службы.